# George Saunders
Pour les articles homonymes, voir Saunders.
Œuvres principales
- Grandeur et décadence d'un parc d'attraction (1996)
- Lincoln au Bardo (2017)

George Saunders, né le 2 décembre 1958 à Amarillo au Texas, est un écrivain américain. 

## Biographie
Né au Texas, George Saunders passe son enfance et son adolescence à Oak Forest, dans l'Illinois, près de Chicago, et fréquente l'école catholique St. Damian et est diplômé de la Oak Forest High School de Oak Forest. En 1981, il obtient un diplôme d'ingénieur en géophysique de la Colorado School of Mines de Golden (Colorado).
Il s'inscrit ensuite à l'université de Syracuse, dans l'État de New York, et complète, en 1988, une maîtrise en écriture créative. C'est dans les salles de classe qu'il rencontre Paula Redick, une collègue écrivaine, qui deviendra sa femme.
De 1989 à 1996, George Saunders travaille comme rédacteur technique et ingénieur géophysique pour Radian International, une société d'ingénierie environnementale à Rochester (État de New York). Il est également à l'emploi pendant un certain temps d'une équipe d'exploration pétrolière à Sumatra.
Il commence à publier des nouvelles à partir des années 1990, reconnaissant être influencé par les écrivains russes Nicolas Gogol, Léon Tolstoï, Anton Tchekhov et Isaac Babel dont il admire la façon d'aborder de grands sujets. Il est également sensible à l'écriture minimaliste des auteurs américains Sherwood Anderson, Ernest Hemingway, Raymond Carver et Tobias Wolff, tout en étant fortement inspiré par la tradition comique absurde de la culture américaine présente chez Mark Twain, Daniil Kharms, Groucho Marx, Monty Python, Steve Martin et Jack Handey.
Les thèmes de prédilection de George Saunders sont les excès du consumérisme et de la culture d'entreprise.
Ses nouvelles ont reçu un accueil critique très favorable. Il a reçu le National Magazine Award à quatre reprises : en 1994 pour The 400-Pound CEO ; en 1996 pour Bounty ; en 2000 pour The Barber's Unhappiness ; en 2004 pour The Red Bow. Il est également lauréat du prix World Fantasy de la meilleure nouvelle en 2006 pour CommComm, parue en 2005 dans les pages du New Yorker.
Ses recueils de nouvelles les plus connus sont Grandeur et décadence d'un parc d'attractions (CivilWarLand in Bad Decline) (1996) et Pastoralia (2000), deux recueils qui incluent des nouvelles policières et Dix décembre (Tenth of December, 2013), considéré comme un des dix meilleurs livre de l'année 2013 par The New York Times Book Review. 
Il a fait paraître deux romans : The Brief and Frightening Reign of Phil (2005) et surtout Lincoln au Bardo (Lincoln in the Bardo, 2017), qui lui vaut le prestigieux prix Booker. 
Il a signé de nombreux articles et nouvelles dans les magazines The New Yorker, Harper's Magazine, McSweeney's, GQ et The Guardian.
George Saunders est professeur d'écriture créatrice à l'université de Syracuse.
Il a obtenu une bourse Guggenheim et une bourse MacArthur en 2006.
Il est élu membre de l'Académie américaine des arts et des sciences en 2014 et membre de l'Académie américaine des arts et des lettres en 2018.

## Œuvres

### Romans
- (en) The Brief and Frightening Reign of Phil, 2005
- Lincoln au Bardo, Fayard, 2019 ((en) Lincoln in the Bardo, 2017)  (ISBN 2-21-370962-9)Réédition, Le Livre de poche, coll. « SF », 2020  (ISBN 978-2-253-24097-6)[1],[2],[3]

### Roman de littérature d'enfance et de jeunesse
- Les Gloutons Glouterons du village de Frip, Gallimard, coll. « Jeunesse », 2003 ((en) The Very Persistent Gappers of Frip, 2000), trad. Guillaume Marlière, 92 p.  (ISBN 2-07-053612-2)Illustrations de Lane Smith

### Recueils de nouvelles
- Grandeur et décadence d'un parc d'attractions, Gallimard, coll. « La Noire », 2000 ((en) Civilwarland in Bad Decline, 1996), trad. Marie-Lise et Guillaume Marlière, 223 p.  (ISBN 2-07-049844-1)
- Pastoralia, Gallimard, coll. « La Noire », 2004 ((en) Pastoralia, 2000), trad. Marie-Lise et Guillaume Marlière, 193 p.  (ISBN 2-07-076154-1)
- (en) In Persuasion Nation, 2006
- Dix décembre, L'Olivier, coll. « Littérature étrangère », 2015 ((en) Tenth of December, 2013), trad. Olivier Deparis, 280 p.  (ISBN 978-2-8236-0278-4)
- (en) Liberation Day, 2022

### Essais
- (en) A Bee Stung Me, So I Killed All the Fish, 2006
- (en) The Braindead Megaphone, 2007
- Soyez gentils : petit éloge de la bonté à l'usage des générations futures, Fayard, 2019 ((en) Congratulations, by the way: Some Thoughts on Kindness, 2014), trad. Pierre Demarty, 58 p.  (ISBN 978-2-213-70943-7)

## Dix décembre
Le recueil Dix décembre (Tenth of December) compte dix nouvelles :
- Tour d'honneur (25 pages) : Kyle Boot (17-17 ans), bien encadré par ses parents, est chargé d'installer une géode dans le jardin familial. Il assiste à l'enlèvement d'Alison Pope, 15 ans, une voisine, par un repris de justice, Melvin : intervenir ou pas ?
- Petits Bâtons (2 pages) : le père décore la croix devant la maison familiale selon ses préoccupations...
- Le Chiot (13 pages) : pas des enfants gâtés, des enfants aimés, à condition qu'ils prennent bien leurs médicaments, avec furet, iguane...
- L'Évadé de la Spiderhead (36 pages) : cinq jeunes adultes, deux filles (Hather, Rachel) et trois garçons (Jeff, Rogan, Keith), se soumettent à des tests de nouveaux produits chimiques, que leur administre Abnesti et son assistant : stimuler le cerveau (sexualité, libération de la parole, automutilation)...
- Exhortation (7 pages) : pour un robot (poupée) positif, pour toute opération simple, comme nettoyer telle étagère...
- Al Roosten (17 pages) : une maîtresse de cérémonie, et des marchands, pour combattre la drogue...
- La Chronique de Semplica Girls (64 pages) : des jeunes filles de pays pauvre sont louées pour figurer un décor enchaîné de zone résidentielle... Pour le treizième anniversaire de sa fille, le père hésite à lui offrir un guépard en porcelaine, puis il gagne à un jeu de grattage...
- Le Retour (40 pages) : revenu déphasé d'une guerre au Proche-Orient...
- Mon fiasco chevaleresque (12 pages) : garde de sécurité sous médicaments, comme les autres...
- Dix décembre (35 pages) : un jeune adulte, un enfant, un étang gelé...

## Adaptation
Sa nouvelle est adaptée au cinéma dans le film Spiderhead de Joseph Kosinski, prévu sur Netflix en 2022.